# Ronald Langacker
Ronald. W. Langacker (27 de dezembro de 1942) é um linguista americano e professor emérito da Universidade da Califórnia. Ele é comumente conhecido com um dos fundadores da Linguística cognitiva e criador da Gramática cognitiva.
Langacker recebeu seu PH.D. da Universidade de Illinois em Urbana-Champaign, em 1966. De 1966 até 2003, ele foi professor de linguística da Universidade da California. De 1997 até 1999 ele também presidiu a Associação Internacional de Linguística Cognitiva.
Langacker desenvolveu as idéias centrais da gramática cognitiva no seu seminal de dois volumes Foundations os Cognitive Grammar, que se tornou um importante ponto de partida para o emergente campo da Linguística Cognitiva. A Gramática Cognitiva trata as linguagens humanas como constituídas tão somente de unidades semânticas, unidades fonológicas, e unidades simbólicas (pares convencionais de unidades fonológicas e semânticas). Assim como a Gramática de Construção, e ao contrário de outras teorias linguísticas, a Gramática Cognitiva estende a noção de unidades simbólicas às gramáticas das línguas. Langacker ainda sustenta que as estruturas linguísticas são motivadas por processos cognitivos gerais. Ao formular sua teoria, ele faz uso extensivo dos princípios da Gestalt psicológica e mostra analogias entre estruturas linguíticas e aspectos da percepção visual.